# قاي بنجامين
قاي بنجامين (بالإنجليزية: Guy Benjamin)‏ هو لاعب كرة قدم أمريكية أمريكي، ولد في 27 يونيو 1955 في لوس أنجلوس في الولايات المتحدة.

## وصلات خارجية
- قاي بنجامين على موقع مرجع كرة القدم المحترفة.كوم (الإنجليزية)